# Lista posiadaczy NXT North American Championship
NXT North American Championship to mistrzostwo promowane przez amerykańską federację profesjonalnego wrestlingu WWE, które bronione jako drugorzędne mistrzostwo w brandzie NXT. Podobnie jak w przypadku większości tytułów mistrzowskich w wrestlingu, zdobywcy tytułu mistrzowskiego są wyłaniani na podstawie ustalonego wcześniej scenariusza.
W czerwcu 2012 roku WWE ustanowiło NXT jako swoje terytorium rozwojowe, zastępując Florida Championship Wrestling (FCW). Jednak dopiero w 2018 roku ustanowiono dla brandu mistrzostwo wtórne. Mistrzostwo zostało zaprezentowane 7 marca 2018 podczas nagrań odcinków NXT.  Generalny menadżer brandu William Regal ogłosił, że na gali NXT TakeOver: New Orleans odbędzie się ladder match wyłaniający inauguracyjnego mistrza. Tej samej nocy ogłoszono jako uczestników starcia EC3, Killiana Daina, Adama Cole’a, Ricocheta, Larsa Sullivana i Velveteen Dreama. Pojedynek i tytuł wygrał Adam Cole.
W historii tytułu było 22 mistrzów, 26 panowań i 2 wakaty. Pierwszym mistrzem był Adam Cole, który wygrał pojedynek na NXT TakeOver: New Orleans. Najdłuższe pojedyncze panowanie wynosi 273 dni i należy do Oby Femiego, a panowanie Tricka Williamsa jest najkrótsze i wynosi 3 dni. Johnny Gargano jest rekordzistą pod względem liczby panowań – 3. Najstarszym mistrzem jest Damian Priest, który wygrał tytuł w wieku 38 lat, a najmłodszym Oba Femi, który wygrał tytuł kiedy miał 22 lata.
Obecnym mistrzem jest Ethan Page, który jest w swoim pierwszym panowaniu. Pokonał poprzedniego mistrza Ricky’ego Saintsa na odcinku NXT, 27 maja 2025.

## Panowania
| Nr        | Ogólny numer panowania                                                     |
| Panowanie | Liczba panowań konkretnego mistrza                                         |
| Dni       | Liczba dni panowania                                                       |
| Dni roz.  | Dni panowania, które są uznawane przez federację na jej oficjalnej stronie |
| +         | Oznacza, że liczba dni w posiadaniu wzrasta z kolejnym dniem               |

| Nr | Mistrz                   | Zmiana mistrza            | Zmiana mistrza                     | Zmiana mistrza   | Statystyki panowania | Statystyki panowania | Statystyki panowania | Notka | Odn.          |
| Nr | Mistrz                   | Data                      | Gala                               | Miejsce          | Panowanie            | Dni                  | Dni roz.             | Notka | Odn.          |
| -- | ------------------------ | ------------------------- | ---------------------------------- | ---------------- | -------------------- | -------------------- | -------------------- | --- | ------------- |
| 1  | Adam Cole                | 7 kwietnia 2018(dts)      | TakeOver: New Orleans              | Nowy Orlean, LA  | 1                    | 133                  | 132                  | Pokonał EC3, Killiana Daina, Ricocheta, Larsa Sullivana i Velveteena Dreama w Ladder matchu stając się inauguracyjnym mistrzem. | [ 2 ] [ 4 ]   |
| 2  | Ricochet                 | 18 sierpnia 2018(dts)     | TakeOver: Brooklyn 4               | Brooklyn, NY     | 1                    | 161                  | 161                  | | [ 6 ]         |
| 3  | Johnny Gargano           | 26 stycznia 2019(dts)     | TakeOver: Phoenix                  | Phoenix, AZ      | 1                    | 4                    | 25                   | | [ 7 ]         |
| 4  | Velveteen Dream          | 30 stycznia 2019(dts)     | NXT                                | Winter Park, FL  | 1                    | 231                  | 209                  | Zostały nagrane dwa zakończenia tej walki. Jeden z wygraną Gargano, a drugi z wygraną Dreama. Wyemitowano 20 lutego 2019. | [ 8 ]         |
| 5  | Roderick Strong          | 18 września 2019(dts)     | NXT                                | Winter Park, FL  | 1                    | 126                  | 126                  | | [ 9 ]         |
| 6  | Keith Lee                | 22 stycznia 2020          | NXT                                | Winter Park, FL  | 1                    | 175                  | 181                  | | [ 10 ]        |
| —  | Wakat                    | 15 lipca 2020             | NXT                                | Winter Park, FL  | —                    | —                    | —                    | Keith Lee zrzekł się tytułu dwa tygodnie po tym jak wygrał NXT Championship, aby skupić się na obronie tego ostatniego. Wyemitowano 22 lipca 2020.                                                                                     | [ 11 ] [ 12 ] |
| 7  | Damian Priest            | 22 sierpnia 2020          | TakeOver XXX                       | Winter Park, FL  | 1                    | 67                   | 67                   | Był to Ladder match o zwakowany tytuł, w którym brali również udział Bronson Reed, Cameron Grimes, Johnny Gargano i Velveteen Dream.                                                                                                   | [ 13 ]        |
| 8  | Johnny Gargano           | 28 października 2020      | NXT: Halloween Havoc               | Orlando, FL      | 2                    | 14                   | 14                   | Był to Devil’s Playground match. | [ 14 ]        |
| 9  | Leon Ruff                | 11 listopada 2020         | NXT                                | Orlando, FL      | 1                    | 25                   | 25                   | | [ 15 ]        |
| 10 | Johnny Gargano           | 6 grudnia 2020            | TakeOver: WarGames                 | Orlando, FL      | 3                    | 163                  | 163                  | Był to Triple threat match, w którym brał również udział Damian Priest. | [ 16 ]        |
| 11 | Bronson Reed             | 18 maja 2021              | NXT                                | Orlando, FL      | 1                    | 42                   | 41                   | Był to Steel Cage match. | [ 17 ]        |
| 12 | Isaiah Swerve Scott      | 29 czerwca 2021           | NXT                                | Orlando, FL      | 1                    | 105                  | 104                  | | [ 18 ]        |
| 13 | Carmelo Hayes            | 12 października 2021      | NXT 2.0                            | Orlando, FL      | 1                    | 172                  | 171                  | Wykorzystał swój kontrakt z turnieju NXT Breakout. 4 stycznia 2022 na New Year’s Evil, Hayes zunifikował NXT North American Championship z NXT Cruiserweight Championship, zwyciężając ówczesnego posiadacza tytułu Rodericka Stronga. | [ 19 ]        |
| 14 | Cameron Grimes           | 2 kwietnia 2022           | Stand & Deliver                    | Dallas, TX       | 1                    | 63                   | 63                   | Był to Ladder match, w którym brali również udział Santos Escobar, Solo Sikoa i Grayson Waller. | [ 20 ]        |
| 15 | Carmelo Hayes            | 4 czerwca 2022(dts)       | In Your House                      | Orlando, FL      | 2                    | 101                  | 101                  | | [ 21 ]        |
| 16 | Solo Sikoa               | 13 września 2022(dts)     | NXT 2.0: One Year Anniversary Show | Orlando, FL      | 1                    | 7                    | 6                    | | [ 22 ]        |
| —  | Wakat                    | 20 września 2022(dts)     | NXT                                | Orlando, FL      | —                    | —                    | —                    | Shawn Michaels nakazał Sikole zwakować tytuł, ponieważ pierwotnie nie był planowany na walkę o mistrzostwo, w której zdobył tytuł. Obecnie nie jest znana data nagrania segmentu.                                                      | [ 23 ]        |
| 17 | Wes Lee                  | 22 października 2022(dts) | Halloween Havoc                    | Orlando, FL      | 1                    | 269                  | 269                  | Był to Ladder match o zwakowany tytuł, w którym brali również udział Carmelo Hayes, Oro Mensah, Von Wagner i Nathan Frazer. | [ 24 ]        |
| 18 | „Dirty” Dominik Mysterio | 18 lipca 2023(dts)        | NXT                                | Orlando, FL      | 1                    | 74                   | 73                   | | [ 25 ]        |
| 19 | Trick Williams           | 30 września 2023(dts)     | No Mercy                           | Bakersfield, CA  | 1                    | 3                    | 3                    | Dragon Lee był sędzią specjalnym. | [ 26 ]        |
| 20 | „Dirty” Dominik Mysterio | 3 października 2023(dts)  | NXT                                | Orlando, FL      | 2                    | 67                   | 66                   | | [ 27 ]        |
| 21 | Dragon Lee               | 9 grudnia 2023(dts)       | Deadline                           | Bridgeport, CT   | 1                    | 31                   | 31                   | | [ 28 ]        |
| 22 | Oba Femi                 | 9 stycznia 2024(dts)      | NXT                                | Orlando, FL      | 1                    | 273                  | 272                  | Wykorzystał swój kontrakt z turnieju NXT Breakout. | [ 29 ]        |
| 23 | Tony D’Angelo            | 8 października 2024(dts)  | NXT                                | Chesterfield, MO | 1                    | 147                  | 147                  | | [ 30 ]        |
| 24 | Shawn Spears             | 4 marca 2025(dts)         | NXT                                | Orlando, FL      | 1                    | 28                   | 27                   | | [ 31 ]        |
| 25 | Ricky Saints             | 1 kwietnia 2025(dts)      | NXT                                | Orlando, FL      | 1                    | 56                   | 55                   | | [ 32 ]        |
| 26 | Ethan Page               | 27 maja 2025(dts)         | NXT                                | Orlando, FL      | 1                    | 65+                  | 65+                  | | [ 5 ]         |

## Połączone panowania
Na stan 31 lipca 2025
| † | Oznacza obecnego mistrza |

| Miejsce | Mistrz                   | Liczba panowań | Łączna liczba dni | Łączna liczba dni według WWE |
| ------- | ------------------------ | -------------- | ----------------- | ---------------------------- |
| 1       | Carmelo Hayes            | 2              | 273               | 272                          |
| 1       | Oba Femi                 | 1              | 273               | 272                          |
| 3       | Wes Lee                  | 1              | 269               | 269                          |
| 4       | Velveteen Dream          | 1              | 231               | 209                          |
| 5       | Johnny Gargano           | 3              | 181               | 202                          |
| 6       | Keith Lee                | 1              | 175               | 181                          |
| 7       | Ricochet                 | 1              | 161               | 161                          |
| 8       | Tony D’Angelo            | 1              | 147               | 147                          |
| 9       | "Dirty" Dominik Mysterio | 2              | 141               | 139                          |
| 10      | Adam Cole                | 1              | 133               | 132                          |
| 11      | Roderick Strong          | 1              | 126               | 126                          |
| 12      | Isaiah Swerve Scott      | 1              | 105               | 104                          |
| 13      | Ethan Page †             | 1              | 67+               | 67+                          |
| 14      | Damian Priest            | 1              | 67                | 67                           |
| 15      | Bronson Reed             | 1              | 63                | 63                           |
| 16      | Ricky Saints             | 1              | 56                | 55                           |
| 17      | Cameron Grimes           | 1              | 42                | 41                           |
| 18      | Dragon Lee               | 1              | 31                | 31                           |
| 19      | Shawn Spears             | 1              | 28                | 27                           |
| 20      | Leon Ruff                | 1              | 25                | 25                           |
| 21      | Solo Sikoa               | 1              | 7                 | 6                            |
| 22      | Trick Williams           | 1              | 3                 | 3                            |